# Lepolemo
Lepolemo è un poema cavalleresco di Alonso de Salazar pubblicato per la prima volta nel 1521 a Valenza da Juan Jofre, in Spagna.

## Descrizione e trama
Quando venne pubblicato nel 1521, il poema era intitolato Libro del invencible caballero Lepolemo (Libro dell'invincibile cavaliere Lepolemo), ma era anche conosciuto come El caballero de la cruz (Il cavaliere della croce): così fu nominato, infatti, da Miguel de Cervantes nel suo Don Chisciotte della Mancia. Non è chiaro, però, se de Cervantes si riferisse all'opera di de Salazar o alla sua continuazione Leandro el Bel, pubblicata nel 1563. È anche incerto l'effettivo autore del poema, in quanto Alfonso de Salazar potrebbe aver tradotto un testo scritto in arabo. È invece certo che l'umanista, traduttore e scrittore spagnolo Juan de Molina revisionò l'opera.
L'opera narra del cavaliere Lepolemo, figlio degli imperatori di Germania, che durante la sua infanzia viene rapito dai corsari turchi e venduto come schiavo in Tunisia. Nel corso del racconto, egli compie numerose imprese, come combattere valorosamente, uccidere il gigante Morbon e liberare i suoi genitori. Il poema si conclude con il matrimonio tra Lepolemo e Adriana, la principessa di Francia, da cui avrà un figlio di nome Leandro.

## Diffusione e traduzioni
Il Lepolemo ebbe molto successo: nel Cinquecento ne vennero scritte dodici copie, mentre successivamente fu tradotto in francese e italiano. In particolare, fu, insieme al Palmerín, il primo poema cavalleresco in lingua spagnola ad essere tradotto in italiano: la traduzione venne pubblicata per la prima volta nel 1544 dal traduttore, scrittore e divulgatore scientifico italiano Pietro Lauro e vide la realizzazione di undici edizioni, di cui l'ultima datata 1629.